# Brian Koppelman
Brian Koppelman (Roslyn Harbor, 27 aprile 1966) è uno sceneggiatore, regista, attore e avvocato statunitense.
Suo padre è Charles Koppelman, il presidente della Martha Stewart Living Omnimedia, e sua sorella è Jennifer Hutt.

## Filmografia

### Sceneggiatore
- Il giocatore - Rounders (Rounders), regia di John Dahl (1998)
- Compagnie pericolose (Knockaround Guys), regia di Brian Koppelman e David Levien (2001)
- L'avvocato di strada (The Street Lawyer), regia di Paris Barclay (2003)
- La giuria (Runaway Jury), regia di Gary Fleder (2003)
- A testa alta (Walking Tall), regia di Kevin Bray (2004)
- Ocean's Thirteen, regia di Steven Soderbergh (2007)
- The Girlfriend Experience, regia di Steven Soderbergh (2009)
- Solitary Man, regia di Brian Koppelman e David Levien (2009)
- Runner, Runner, regia di Brad Furman (2013)
- Billions – serie TV, 84 episodi (2016-2023)
- Super Pumped – serie TV, 7 episodi (2022)

### Regista
- Compagnie pericolose (Knockaround Guys), co-regia con David Levien (2001)
- Solitary Man, co-regia con David Levien (2009)

### Produttore
- The Illusionist - L'illusionista (The Illusionist), regia di Neil Burger (2006)
- The Lucky Ones - Un viaggio inaspettato (The Lucky Ones), regia di Neil Burger (2008)
- Runner, Runner, regia di Brad Furman (2013)
- Billions – serie TV, 81 episodi (2016-2023)
- Super Pumped – serie TV, 2 episodi (2022)